# Nemoria anae
Nemoria anae är en fjärilsart som beskrevs av Linda M. Pitkin 1993. Nemoria anae ingår i släktet Nemoria, och familjen mätare. Inga underarter finns listade i Catalogue of Life.